# کنستانتین دومیت‌ریو (ورزشکار)
کنستانتین دومیت‌ریو (انگلیسی: Constantin Dumitrescu؛ زادهٔ ۱۴ march ۱۹۳۱ (۹۴ سال)) ورزشکار بوکس اهل رومانی است.
وی در مسابقات کشوری و بین‌المللی در مجموع برندهٔ ۵ مدال طلا، ۱ مدال برنز شده‌است.